# Muhammad ibn Ismâ`îl
Muhammad ibn Ismâ`îl  ou Muhammad al-Maktûm (740-813) est le premier imam caché selon les Ismaéliens, qui forment eux-mêmes une branche chiite de l'islam. Il est le fils d'Ismâ`il ben Ja`far, héritier désigné de l'imam Jafar as-Sadiq, qui serait mort selon les diverses traditions soit en 763, soit en 775, soit encore aurait été « occulté » pour le protéger. À la mort en 765 du grand-père de Muhammad ibn Ismâ'îl, Jafar as-Sadiq, un conflit d'héritage opposa les partisans de Muhammad ibn Ismâ`îl, qui affirmaient que l'imamat se transférait de père en fils, à ceux du frère cadet de Ismâ'il ben Ja'far, Musa al-Kazim — ces derniers forment la branche duodécimaine du chiisme.
La tradition ismaélienne semble préférer la date de 775 pour la mort de Ja'far, qui est donc la date admise de prise du pouvoir comme imâm ismaélien de Muhammad ben Ismâ`il. Il est mort en 813.

## Biographie
Muhammad ben Ismâ`il a vécu 24 ans auprès de son grand-père Ja`far as-Sâdiq et encore 10 ans avec sa famille à Médine. Pendant tout ce temps il se tint coi jusqu'au décès de son grand-père en 765, seuls quelques proches ayant connaissance de son identité réelle. Il était en effet recherché par le calife abbasside Hârûn ar-Rashîd, adversaire du chiisme en général.
De Médine il envoyait ses missionnaires non seulement pour prêcher l'ismaélisme mais aussi pour rechercher un pays où il pourrait se mettre à l'abri de la menace abbasside. Lorsque le calife Hârûn ar-Rashîd eut des informations à son sujet, il envoya des émissaires pour l'arrêter. Muhammad ben Ismâ`il parvint à s'enfuir grâce un souterrain qu'il avait fait aménager à cet effet.
En 799, son oncle Mûsâ al-Kâzim, reconnu par les duodécimains comme leur imâm, est emprisonné à Bagdad par le calife Hârûn ar-Rashîd, puis empoisonné.
Durant sa fuite Muhammad ben Ismâ`il était accompagné d'un certain Maymûn al-Qaddah (Maymûn le flamboyant), à moins que ce nom ne soit que le pseudonyme utilisé par Muhammad ben Ismâ`il dans ses déplacements. Dans les deux cas celui qui parlait au nom de Muhammad ben Ismâ`il se faisait appeler Maymûn al-Qaddâh.
En admettant l'hypothèse de deux personnages, Muhammad ben Ismâ`il aurait eu un fils appelé `Abd Allâh al-Wâfî en 828 et Maymûn al-Qaddâh aurait eu un fils appelé lui aussi `Abd Allâh. Si bien que les deux personnages se cachaient derrière leurs homonymes. Cette possible confusion, voire cet échange des rôles a servi aux Abbassides pour jeter le discrédit sur l'origine valide des califes fatimides (chiites) en 1010. Cette période de vie cachée a valu à Muhammad son surnom de al-Maktûm (le « Silencieux »)  (secret ; silencieux).
En 805, le calife Rashîd donne l'ordre à Ishâq ben al-`Abbas, gouverneur de Ray (près de la ville actuelle de Téhéran), d'arrêter Muhammad ben Ismâ`il et de le lui envoyer à Bagdad. Mais le gouverneur, pratiquant secrètement l'ismaélisme, n'obéit pas. Les espions du calife lui révélèrent que non seulement l'imam logeait chez al-Abbas mais que c'était de là que partaient les missionnaires (dâ`is). 
Par ailleurs, le gouverneur du Khorasan, province orientale de la Perse, accablait ses sujets avec des impôts excessifs. Hârûn ar-Rashîd prit alors la décision de déposer ce gouverneur abusif, et du même coup d'arrêter les Ismaéliens. Lors d'une rencontre entre les deux, à Ray, le gouverneur du Khorasan revint en grâce à force de cadeaux, mais Ishâq ben al-`Abbas, le gouverneur de Ray, fut arrêté et torturé à mort sans qu'il révélât quoi que ce soit.
Muhammad ben Ismâ`il alla se réfugier chez un autre gouverneur, ami des Ismaéliens, dans la région d'Hamadân, où il eut une vie paisible. Surpris en prière à la mosquée par un agent des Abbassides, Muhammad ben Ismâ`il dut s'enfuir plus au sud de la Perse au Khûzestân (province aujourd'hui frontalière de l'Irak). De là il s'enfuit à nouveau vers le Khorasan déguisé en marchand et il s'installa à Chapur (Shapur) dans la province du Fars (sud-ouest de l'Iran). 
Toujours poursuivi par les Abbassides, Muhammad ben Ismâ`il se réfugia finalement dans la vallée de Ferghana, au nord-est de l'Ouzbékistan, au pied de la chaîne du Pamir. Il est mort en 813 et c'est son fils `Abd Allâh al-Wâfî qui lui succéda.